# Yngve Ekström

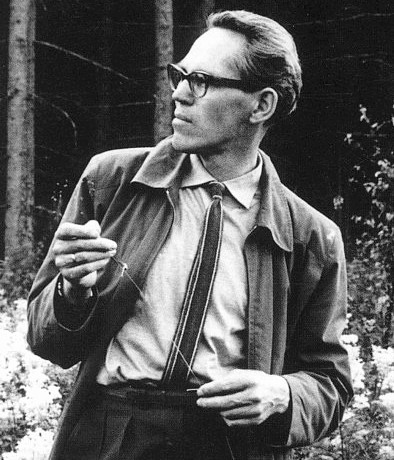
Yngve Ekström.

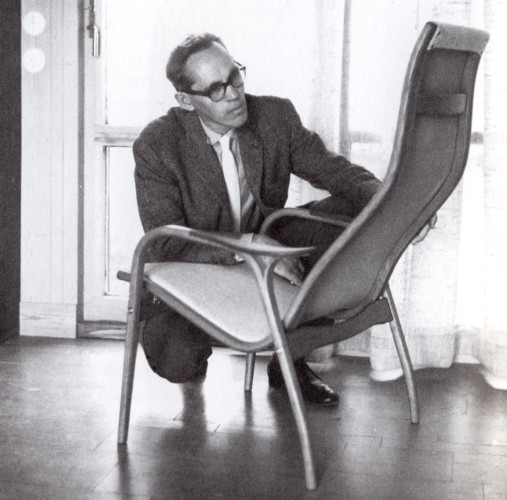
Yngve Ekström met zijn ontwerp de Lamino.

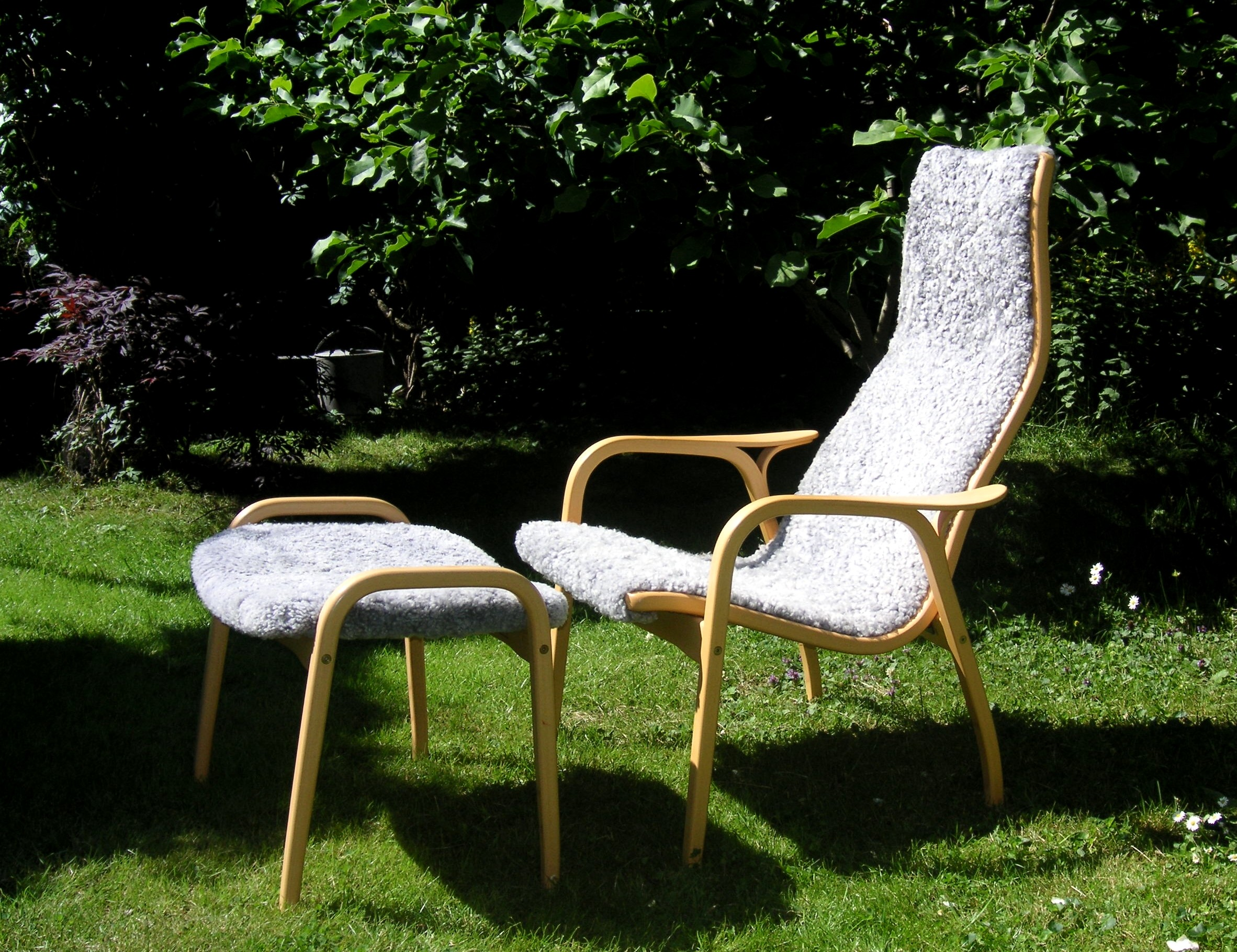
"Lamino", Århundradets svenska möbel, 1999.

Yngve Ekström (Hagafors, 16 juni 1913 - Småland 13 maart 1988) was een Zweedse architect, meubelontwerper en houtbewerker.

## Jeugd en opleiding
Ekström werd in het Zuid-Zweedse dorpje Hagafors geboren als zoon van een meubelfabrikant. Zijn vader overleed toen hij nog geen drie jaar oud was. Het houtsnijwerk wat zijn vader in zijn vrije tijd had gemaakt beïnvloedde Ekström echter later wel in zijn werk. Als dertienjarig was hij reeds actief met zaagwerk, tekenen, schilderen, muziek maken en kunstgeschiedenis. Daarna specialiseerde hij zich als binnenhuisarchitect. Hij was volledig autodidact.

## Meubelfabriek
In 1944 richtte hij samen met zijn broer Jerker de succesvolle meubelfabriek ESE-möbler op, die later Swedese AB ging heten. In 1953 kwam de doorbraak toen de ontwerpen van meubels die Ekström gemaakt had tentoongesteld werden in het toonaangevende warenhuis in Stockholm Nordiska Komaniet. Twee jaar later toonde hij een nieuwe meubelcollectie tijdens de H55 tentoonstelling in Helsingborg. De meubels van Swedese worden vanaf het begin gedemonteerd in een plat pakket verzonden en door de klanten of detailhandel in elkaar gezet. De handige zeskantige inbussleutel die daarbij als enige hulpmiddel benodigd is is een idee van zijn broer Jerker Ekström nog lang voordat de meubelgigant IKEA hiervan zijn handelsmerk maakte.

## Lamino
Het bekendste ontwerp van Ekström is dat van de Lamino stoel uit 1956. Deze kwam na veel ontwerptesten betreffende de belijning, constructie en vervaardigingstechniek in 1956 op de markt. Het is een stoel gemaakt van beukenhout wat verlijmd en gebogen is waarvan de oorspronkelijke originele versie met een schapenvacht is bekleed. De stoel viel meteen in de smaak van het publiek. Het was een elegante lichte mooi uitziende stoel met een perfecte rugsteun. Hij leek ietwat op de Pernilla, een stoelontwerp van Bruno Mathsson, een andere stoelontwerper uit die tijd in Zweden. De stoel representeert het ideaalbeeld van de ontwerper om te streven naar elegante eenvoud en met speciaal dit ontwerp was hem dit volkomen gelukt. Lamino werd in 1999 door de lezers van het Zweedse blad Sköna Hem (Mooi Huis) uitgeroepen tot Zweeds Meubel van de Eeuw. Tot op de dag van vandaag wordt deze stoel geproduceerd en er zijn reeds meer dan 250.000 exemplaren van verkocht. Over zijn werk als ontwerper van stoelen zei Ekström ooit tegen een verslaggever van de Zweedse krant Arbete dat het maken van een goede stoel wellicht niet zo'n slecht levenswerk is.

## Tentoonstellingen
Ekströms ontwerpen zijn op vele tentoonstellingen te zien geweest waaronder:
- 1953, NK-Bo, Stockholm
- 1955, H55, Helsingborg
- 1966, Stedelijk Museum, Amsterdam
- 1968, Museum für angewandte Kunst (Wien), Wenen
- 1968, Werkkunst-Ausstellung, München
- 1970, Victoria and Albert Museum, Londen
- 1987, Scandinavian Design: A way of Life in het Museum of Modern Art, Toyama, Japan

- Gemeinsame Normdatei: 1051519691
- International Standard Name Identifier: 0000 0000 5394 628X
- KulturNav: 313d9825-9f85-407e-939d-c90873f55d4d
- Library of Congress Control Number: n2009005008
- LIBRIS: 281130
- Virtual International Authority File: 73341531
- WorldCat: E39PBJcR6MBDYPXGBwvKRPj3cP